# Estàtua de Sekhmet
L'estàtua de Sekhmet /ˈsɛkˌmɛt/, que actualment s'exposa a la Galeria de l'Antic Egipte del Museu Reial d'Ontario (ROM), és una escultura de mida natural d'una de les més antigues divinitats egípcies conegudes. El seu nom deriva de la paraula egípcia “sekhem” (“poder”) i és sovint traduït com el “Potent”. Representat com una dona amb el cap de lleona - de vegades amb l'afegit d'un disc solar i l'ureu serp per damunt del seu cap-, Sekhmet era la deessa egípcia de la guerra que es creia protectora de Ma'a (equilibri o justícia) i del poble egipci. També s'associa amb el guariment i la medicina, i els seus sacerdots van ser coneguts per ensenyar metges i cirurgians de gran nivell.
L'adquisició d'aquesta peça d'art egípcia va ser possible pel suport de la Fundació Louise Hawley Stone. Actualment és un dels objectes icònics del museu. La datació de l'estàtua la situa en els temps de la 18a dinastia (Regne Nou), cap al 1360 aC, durant el regnat del faraó Amenofis III, avi de Tutankamon, i es creu que prové del Temple de Mut a Karnak, Egipte. El Temple de Mut és conegut per la seva gran quantitat d'estàtues de Sekhmet, que es compten per centenars. Sekhmet és representat sovint amb una flor de lotus (simbolitzant l'Alt Egipte, el sol, la creació, i el renaixement) a la seva mà dreta, i un ankh (també conegut com la clau de vida, que simbolitza la vida eterna) a la seva mà esquerra. L'estàtua està tallada i polida en granit i representa la deessa en posició asseguda portant un ankh a la seva mà esquerra, i té una alçada d'aproximadament 184 cm.
La col·lecció egípcia del Museu Reial d'Ontario compta amb uns 25.000 objectes.